# BBC iPlayer
BBC iPlayer (-아이플레이어, 대문자로는 iPLAYER / BBC iPLAYER)는 BBC의 VOD (주문형 비디오) 서비스이다. 모바일과 태블릿, 컴퓨터, 스마트 TV 등 다양한 기기에서 사용할 수 있다. 영국 거주 시청자에게는 상업광고를 붙이지 않고 서비스된다. 다만 TV 라이선스 (수신료) 없이 BBC의 생방송을 보거나 녹화하는 것, BBC의 VOD 프로그램을 시청하는 것은 불법이다.
2015년 BBC는 어도비 플래시나 미디어 플레이어 모바일 앱이 아닌, 웹 브라우저 내에서 개방형 HTML5 표준을 통해 오디오 및 비디오 콘텐츠를 재생하는 방향으로 개편하겠다고 발표하였다.
2018년 10월 17일 BBC iPlayer 라디오 브랜드가 BBC 사운드라는 신규 서비스로 대체됐다.
2019년 BBC는 포맷 품질을 개선하여 iPlayer에서 사용할 수 있는 최고 해상도를 720p (표준 HD)에서 1080p (풀 HD)로 업그레이드하였다.
2021년 10월 20일, BBC는 BBC iPlayer에 "iPLAYER"라는 새로운 로고를 제정해 리브랜딩할 예정이라고 발표하였다.

## 역사

2021년부터 2022년까지 사용된 BBC iPlayer 로고.

BBC iPlayer의 역사는 2005년 드라마 뱀파이어 해결사를 토렌트에서 찾다가 좌절한 BBC 직원 벤 라벤더 (Ben Lavender)가, 방송사 차원의 스트리밍 서비스를 만들면 어떨까라는 아이디어를 처음 떠올리면서 시작되었다. 벤 라벤더는 BBC 측에 자신의 구상을 설명하자 총괄국장 측으로부터 "당신이 BBC를 살렸다"는 찬사를 들었다고 전한다.
서비스 구축에 앞서 사업의 컨셉 입증을 위해 'BBC Redux'라는 플래시 기반 크로스 플랫폼 스트리밍 시스템이 개발됐다. :15 이후 BBC iPlayer가 베타 기간을 거쳐 2007년 12월 25일에 정식 출시되었다. 2008년 6월 25일에는 본래 베타 버전에서 선보였던 모습으로 UI를 새로 선보였다. 홈페이지의 홍보 문구는 "지난 7일간의 BBC 텔레비전과 라디오를 다시 보자 (Catch up on the last 7 days of BBC TV & Radio)"였는데, 이 기간이 지나면 저작권상의 이유로 해당 프로그램을 iPlayer에서 이용할 수 없다는 규정도 반영한 문구였다. 이후 슬로건은 "잊을 수 없는 순간을 잊지 못하게 (Making the unmissable, unmissable)"로 바뀌었다. 2010년 5월에는 추천 기능과 "소셜 메이크오버" 기능이 추가되었다.
2011년 2월 BBC iPlayer는 ITV, ITV2, ITV3, ITV4, Channel 4, E4, More4, Film4, Channel 5, 5Star, 5USA, S4C 등 영국의 각 방송사에서 제작한 프로그램을 링크하도록 다시 한번 개편하였다. 해당 기능은 검색창과 채널란에 추가되었다. 사용자가 다른 방송사의 프로그램을 클릭하면 관련 방송사의 다시보기 서비스 (ITV Hub, All 4, My5)로 리디렉션되었다.
2014년 4월, BBC iPlayer는 그래픽과 UI를 개편하여 재출시하였다. 2014년 10월부터 BBC는 iPlayer의 프로그램 이용 가능 기간을 7일에서 30일로 연장했다. 이후 2020년 코로나 유행 사태와 그에 따른 봉쇄 조치로 시청환경이 뒤바뀐 것을 고려해, 방영된 지 1년이 지난 프로그램들도 다수 시청할 수 있도록 해놓았다. 특히 탑 기어, 킬링 이브, 피키 블라인더스 등의 프로그램은 1화부터 전 편을 시청할 수 있게 되었다. 다만 뉴스 프로그램의 경우 대부분 법적 문제로 인해 최초 방송 후 24시간 이내에만 이용할 수 있게 되었다. 타임워치 등의 아카이브 프로그램은 장기적으로 사용할 수 있었으며, 새터데이 매시업! 같은 생방송 프로그램도 방송 후 한달간 시청이 가능했다.
모바일판 애플리케이션은 2011년 2월에 출시되었으며, 구독자의 다수가 이용할 것으로 예측되는 iOS, 안드로이드 기반으로 출시되었다.

## 개발
최초의 iPlayer 서비스는 2005년 10월에 시작되어 2006년 2월 28일까지 인터넷 사용자 5,000명을 대상으로 5개월간 시범 서비스에 들어갔다. 그러나 이 시기부터 4년간 개발이 이어지면서 완성된 서비스를 출시하지 않았으며, 거듭된 출시날짜 연기, 브랜딩 개편, BBC 수신료 납부자에게 재납부 요구 등의 논란으로 큰 비판을 받았다. 2006년 11월 15일부터는 새롭게 개선된 iPlayer 서비스를 선보였으나 또다시 제한된 규모의 이용자들을 대상으로 한 평가판으로 운영되었다. 개발 당시 iPlayer의 명칭도 정해지지 않아, iMP (Integrated Media Player), 인터랙티브 미디어 플레이어 (Interactive Media Player), MyBBCPlayer 등 다양한 이름으로 알려져 왔다.
2007년 4월 30일 iPlayer가 BBC 트러스트의 승인을 받고, 2007년 7월 27일 자정에는 윈도우 XP와 윈도우 서버 2003용 오픈 베타판이 시작되었으나, 이 역시도 여름철 이용자 폭증에 대비한다는 이유로 한정된 규모의 유저만 가입할 수 있다고 발표하였다. 이에 앞서 BBC는 iPlayer가 2007년 7월 27일에 '출시된다'고 장담했으나, 실제로 출시된 것은 BBC의 통제 하에 더 많은 이용자를 들였을 뿐인, 오픈 베타를 위한 베타 확장판이라는 비판을 받았다. 이는 영국 내 인터넷 서비스 업체와 BBC가 영국 인터넷 내 iPlayer 트래픽의 영향을 측정할 수 있도록 하기 위해 기획된 것으로 알려졌다.
오픈 베타판에는 미디어 플레이어, 프로그램 편성표 기능 (EPG)과 전용 다운로드 클라이언트 기능이 들어갔으며, 영국 기반 IP 주소에 한한 컴퓨터 환경에서 BBC 텔레비전 콘텐츠를 다운로드하여 방송 후 최대 30일 동안 사용할 수 있도록 하였다. 그러나 운영체제는 윈도우 XP 사용자만 사용할 수 있도록 제한되었다.

BBC의 운영체제별 유저 제한과 성급한 서비스 배포 결정이 논란을 자초하면서, 다우닝가 10번지 (영국 총리실)의 국민 청원 홈페이지에는 반대 청원이 게시되었다. 2007년 8월 20일 게시된 이 청원은 16,082명의 서명을 받았다. 청원에 대한 영국 정부의 답변은 다음과 같았다.
.. BBC 트러스트는 다양한 운영 체제에서 서비스를 사용할 수 있어야 한다는 대중의 강력한 요구에 주목했습니다. BBC 트러스트는 BBC의 주문형 서비스에 대한 승인 조건으로, iPlayer가 다양한 운영 체제의 사용자에게 제공될 것을 명시하였으며, BBC가 가능한 한 빨리 이 요구를 충족시킬 것이라고 약속했습니다. 트러스트 측은 BBC 측의 진행 상황을 6개월마다 취합하고 그 결과를 발표할 예정입니다.
2007년 10월 16일, BBC는 맥 OS, 리눅스 사용자는 물론, iPlayer 다운로드 서비스를 이용할 수 없거나 원치 않는 윈도우 95, 윈도우 98 등의 윈도우 사용자 대상 서비스를 위해, 해당 운영체제 전용 제한판 개발을 위하여 어도비 사와 관계협약을 체결했다고 밝혔다. 스트리밍 서비스는 2007년 12월 13일에 시작되었으며, 다운로드 서비스에서 최대 30일까지 시청할 수 있었던 것과 달리 스트리밍 버전은 대부분의 프로그램이 방송 후 최대 7일 동안 시청할 수 있었다.
2008년 1월부터 iPlayer는 윈도우 환경에서만 지원되던 콘텐츠 다운로드 기능을 모질라 파이어폭스로 확대 지원했다.
iPlayer 출시 전, BBC는 ITV, 채널 4와 함께 캥거루 (Kangaroo, 가제)라는 이름의 새로운 VOD 플랫폼을 출시할 계획이라고 발표하였다. 캥거루는 '다시보기' 기간이 만료된 프로그램을 이용할 수 있는 서비스로, iPlayer를 비롯해 기존의 VOD 서비스를 보완할 계획이었다. 하지만 이 서비스는 2009년 초 공정거래위원회 (Competition Commission)의 시정 권고로 무산되었다.

## 방송 수신료 납부 요구
2016년 9월 이전에는 iPlayer에서 서비스되는 BBC 텔레비전과 라디오 프로그램의 방송분 스트리밍 시청, 청취에 TV 라이선스 (수신료 납부 인증)가 필요하지 않았으며, 생방송 콘텐츠 시청에 한하여 요구됐다. 하지만 2016년 9월 1일부터 생방송과 기존방송 여부에 관계없이 모든 iPlayer 콘텐츠를 대상으로 TV 라이선스를 요구하게 되었다. 다만 이러한 요구 조치에도 불구하고 실제 시행은 이용자에게 새로운 요구 사항에 대한 안내 팝업창을 띄우는, 개개인의 양심에만 맡기는 수준으로만 그쳤다. BBC나 TV 라이선스 측 모두 이용자의 납부 여부를 확인하기 위한 구체적인 계획은 발표하지 않았다.
2016년 9월 BBC는 이용자가 서비스 내에서 아동용이 아닌 콘텐츠에 접근하려면 BBC ID 계정으로 로그인해야 한다고 발표하였다. 2017년 5월, iPlayer는 이러한 변화에 대비하여 사용자가 BBC ID로 로그인하도록 권장하기 시작하였다. 영국 언론들은 BBC의 계정 요구가 iPlayer 사용하는 과정에서 개인정보를 수집하여 TV 라이선스를 회피하는 이용자들을 추적하기 위해서가 아니냐는 추측을 제기했다. 실제로도 myBBC 이니셔티브의 런칭 디렉터인 앤드류 스콧은 BBC가 텔레비전 라이선스를 보유하지 않은 iPlayer 사용자를 식별하는 데 도움이 되도록, 기존 방법과 함께 계정 이메일 주소를 사용할 수 있다고 밝혔다. 그러나 계정 시스템 도입의 주목적은 iPlayer의 콘텐츠 추천 기능, 한 장치에서 시청하던 프로그램을 다른 장치에서 계속 시청할 수 있는 기능 등, BBC 서비스 전반에 걸쳐 개인화 기능들을 제공하기 위한 것이라고 재차 강조했다.

## 해외판
BBC 텔레비전의 프로그램 제작 예산은 영국 텔레비전 수신료와 제3자와의 권리 계약에 따라 확보된다. 따라서 BBC iPlayer에서 서비스되는 TV 프로그램은 영국 내 IP 주소로만 액세스할 수 있다. 그러나 라디오 프로그램의 경우, 저작권 문제가 남아있는 일부 프로그램(주로 스포츠 방송)을 제외하면 대부분 전세계에서 청취가 가능하다.
iPlayer 국제판은 2010년 11월 BBC 트러스트의 승인과 함께 서유럽 11개국을 대상으로 2011년 7월 28일에 출시되었다 iPlayer 국제판은 아이패드 애플리케이션으로 개발되어, 무료체험판은 제한된 양의 콘텐츠를 선광고와 구독 후원으로 이용할 수 있으며, 유료판은 월 5파운드의 구독료를 내고 사용할 수 있었다. iPlayer 국제판에는 3G, 와이파이를 통해 프로그램을 스트리밍하는 기능과 기기 내 다운로드 저장을 통한 오프라인 보기 기능 등, 영국판에는 없는 일부 기능이 들어가 있었다. 출시 당시 1,500시간 분량의 콘텐츠가 제공되었으며, 그 중 60%는 BBC에서 제작 기획한 프로그램, 30%는 BBC에서 기획하고 외주 제작한 프로그램이었다. 나머지 10%는 ITV의 프라이미벌, 채널 4의 네이키드 셰프, 미스핏츠를 비롯한 타사 프로그램이었다. 2011년 말에는 1년간 시험 서비스로 호주와 캐나다에서도 론칭하였다.
2011년 미국에도 출시될 것으로 예상되었지만 출시일자는 발표되지 않았다. 2012년 여름 한 언론 보도에 따르면 iPlayer 미국 출시가 연기된 것은 미국 내 케이블 방송업계의 반발이 심하기 때문으로, iPlayer가 미국 시장에 진출하면 기존에 BBC America 채널로 송출되는 콘텐츠들이 중복되어 수익성이 떨어지기에 채널 송출을 중단하겠다며 압박하고 있다는 보도였다. BBC iPlayer 글로벌 커뮤니케이션 담당자 테사 매쳇 (Tessa Matchett)은 관련 보도자료에서 "미국은 매우 복잡한 미디어 시장이다. 현재 BBC America에서 운영하는 매우 성공적인 케이블 채널이 하나 있는 상황이며, 해당 국가에서 추가 플랫폼을 출시하기 위해 어떤 옵션이 있는지 살펴보고 있다"며 미국 출시를 앞두고 직면한 어려움에 대해 해명하였다.
2015년 5월, BBC는 iPlayer 국제판 서비스를 종료한다고 발표했다.
2016년 초, BBC 월드와이드는 싱가포르에 iPlayer 서비스를 BBC 플레이어라는 이름으로 리브랜딩하여 출시했다. 이 서비스는 싱가포르 내 사업자인 스타허브 가입 회원 중 BBC 채널 패키지를 추가 신청하였을 경우 이용이 가능하다. BBC 플레이어는 2017년 말레이시아로 대상국을 넓혔는데 Hypp.TV 점보 팩에 가입한 UniFi 구독자들을 대상으로 했다.
2017년 3월 BBC 월드와이드는 ITV plc와 BBC 아메리카의 공동 소유주인 AMC 네트워크 사와의 합작투자의 일환으로, 브릿박스 (BritBox)라는 미국 내 VOD 서비스를 신규 출시하였다.

## 같이 보기
- UKTV 플레이
- BBC Select (스트리밍 서비스)
- BBC 사운드
- BBC 라디오 익스플로러
- BBC 스토어
- BBC Three (스트리밍 서비스)
- 프로젝트 캥거루
- 브릿박스
- ITVX
- 채널 4
- 마이5
- 스트리밍 미디어 서비스 목록